# تلمبه نینوا
تلمبه نینوا یک منطقهٔ مسکونی در ایران است که در دهستان نگار واقع شده‌است. تلمبه نینوا ۴۴ نفر جمعیت دارد.